# فتيان قبل الزهور (مسلسل)
فتيان قبل الزهور (بالكورية: 꽃보다 남자)‏ (هانجا: 꽃보다 男子) هو مسلسل جنوب كوري صدر في عام 2009؛ مقتبس من المانغا اليابانية "فتيان قبل الزهور" للكاتبة يوكو كاميو. بث المسلسل أول مرة في كوريا الجنوبية على قناة نظام البث الكوري كي بي إس 2 من 5 يناير إلى 31 مارس 2009؛ من بطولة كو هاي سون، لي مين هو، كيم هيون جونغ، كيم بوم، وكيم هيونغ جون، لمدة 25 حلقة.
ساهم المسلسل في انتشار «الموجة الكورية» (الهاليو) بعد تحقيقه لنسب مشاهدات قياسية غير مسبوقة في كوريا الجنوبية حيث أضحى ظاهرة في سلسلة أفلام المراهقين الخاصة بالمدارس الثانوية الكورية وظاهرة ثقافية في جميع أنحاء آسيا بعد نسخه بلغات مختلفة في عدة دول منها اليابانية، الصينية والهندية. إضافة لديلجته للعديد من اللغات منها اللغة العربية حيث بُث في البلدان العربية على قناة إم بي سي 4.
عرض المسلسل على شبكة نتفليكس لأول مرة لاقى رواجا واسعا بسبب شعبية لي مين هو الكبيرة.

## قصة الدراما
تدور قصة المسلسل حول فتاة فقيرة تعمل في مغسلة للملابس، تذهب في أحد الايام لتسليم الملابس لفتى في مدرسة للأغنياء والمتفوقين "Shinhwa High School" فتراه يحاول الإنتحار فتنقذه وبهذا تحصل على منحة دراسية في نفس المدرسة. تبدا بمواجهة العديد من المشاكل بمجرد مقابلتها لـF4، وهم مجموعة مكونة من أربع فتيان هم الاغنى والأكثر شهرة في المدرسة، تتمرد «غوم جان دي» على نظام المدرسة الطبقي وترفض الخضوع للفتيان لاربعة، فيبدأون بالتنمر عليها هم وجميع طلاب المدرسة، في خِضم ذلك يحاول «جي هو» وهو أحد أعضاء فرقة F4 مساعدة «غوم جان دي» ويشعر بالتعاطف تجاهها فتقع الاخيرة بحبه، لكنها تكتشف انه يحب عارضة الازياء وصديقة طفولته «سو هيون» يغضب «غو جون بيو» بشدة من افعال «غوم جان دي» واستخفافها المستمر به لكنه سرعان ما يبدا بتطوير مشاعر تجاهها ويحاول الحصول عليها باي ثمن.
يغادر «جي هو» البلاد لمقابلة حبه الأول واثناء ذلك يستمر «غو جون بيو» بمضايقة «غوم جان دي» ويعلن للجميع في المدرسة انهما على علاقة معاً، لكن صديقة «غوم جان دي» المقربة في المدرسة «أوه مين جي» لا تتقبل الخبر كونها تحب «غو جون بيو» منذ الطفولة، فتعمل على توريط «جان دي» في فضيحة ينقلب على اثرها كل من «غو جون بيو» وطلاب المدرسة بأسرها ضدها وتتعرض «غوم جان دي» اثر ذلك للمزيد من التنمر. يقوم «يي جونغ» و «وو بين» بالتحقيق في الامر واكتشاف الحقيقة،
فيقوم «غو جون بيو» بإنقاذ «غوم جان دي» وتقوى علاقتهما.
بعد عودة «جي هو» ترتبك «غوم جان دي» لعدم تمكنها من تحديد ماهي مشاعرها، ويعتقد «غو جون بيو» ان شيء يحدث بينها وبين صديقه خلال رحلة ذهبوا فيها معاً جميعاً إلى جزيرة فيقوم بضرب «جي هو» ثم يغادر الجزيرة وحده، تشعر «غوم جان دي» بتانيب الضمير تجاه «غو جون بيو» وتكتشف اخيرا انها تكن له المشاعر. تعترف «غوم جان دي» بمشاعرها بعد ان يزيف «غو جون بيو» حادث سير وأدعى الرقود في المستشفى.
و في هذه الاثناء تبدا بين صديقة «غوم جان دي» «غا ايل» وصديق «غو جون بيو» يي جونغ علاقة عاطفية. عندما تعلم أم «غو جون بيو» بالعلاقة بين ابنها و «غوم جان دي» تحاول إبعادها عنه بكل الطُرق لانها تعتقد ان «غوم جان دي» تنحدر من طبقة اجتماعية لا تلائم المستوى الاجتماعي لـ «غوجون بيو». تتلقى «غوم جان دي» عرض عمل عرض أزياء من صديق لها يعمل كـعارض ازياء، لكن «غو جون بيو» يغضب لتلقيها المساعدة من غيره، يتضح بعد ذلك ان عارض الازياء ذاك ليس الا شقيق الفتى الذي حاول الانتحار وقامت «غوم جان دي» بإنقاذه، هدفه من هذا هو الانتقام من «غو جون بيو» الذي قام بالتنمر عليه.
يذهب «غو جون بيو» لإنقاذ «غوم جان دي» لكنها تتاذى ويُكسر كتفها ما يسبب لها عيباً يحرمها من السباحة مستقبلاً.
يمرض والد «غو جون بيو» فيتوجب عليه تولي زمام أمور الشركة، يغادر إلى ماكاو ويصبح باردا تجاه «غوم جان دي» وأصدقائه، لكنهم يستمرون في محاولاتهم لارجاعه، إلا أن أُمه ترتب له زواج مدبر مع ابنة مالك واحدة من الشركات الكبرى، لكن الفتاة ترفض المضي قدماً بذاك الزفاف لأنها لا تريد أن تصبح عائقا امام علاقة: غوم جان دي و«غو جون بيو».
يستمر ضغط والدة «غو جون بيو» على «غوم جان دي» فتغادر المدينة، يتحطم قلب «غو جون بيو» ويستمر في البحث عنها، في وقت لاحق يتعرض لحادث يفقده الذاكرة وينسى كل ما يتعلق بـ«غوم جان دي» فتحاول الاخيرة مساعدته على تذكرها بشتى الطرق لكن عبثا تحاول، فتُريه اخيرا القلادة التي كان قد أهداها اياها لكنها ألقتها في المسبح، لتذهب «غوم جان دي» لإستعادتها لكن وبسبب إصابة كتفها تكاد تغرق فيتمكن اخيراً «غو جون بيو» من تذكرها ويقوم بانقاذها.
يعرض «غو جون بيو» على «غوم جان دي» الزواج لكنهما يقرران تحقيق احلامهما أولاً، فيغادر غو جون بيو إلى أمريكا ويصبح رجل اعمال ناجح بينما تلتحق «غوم جان دي» بكلية الطب.

## الشخصيات
- جان دي (금잔디)

ابنة صاحب مغسلة لغسيل الملابس على الطريقة الجافة والتي تُعرض على منحة دراسية للدراسة في مدرسة شينهوا "Shinhwa" الثانوية المرموقة. اسمها يترجم إلى «العشب». عنيدة، متفائلة، وطيبة القلب، تقف جان دي بسهولة مع صديقاتها عندما يتعرضن للتنمر. تتعامل مع الجانب السيئ لـ جون بيو عندما تقف في وجهه، لكنه سرعان ما يعلن عن مشاعره تجاهها.
- جون بيو (구준표)

زعيم F4 ووريث مجموعة "Shinhwa"، إحدى أكبر الشركات في كوريا الجنوبية. والدته امرأة قاسية تؤمن بأن العلاقات المفيدة فقط إنه سريع الغضب ويعتقد أنه لا يوجد شيء لا يمكن للمال شراؤه. على الرغم من أنه غير قادر على التعبير عن مشاعره، إلا أنه يمتلك قلبًا من ذهب. يحاول دائمًا حماية جان دي حتى لو كان ذلك يعني إيذاء مشاعره.
- جي هو (윤지후)

عضو في F4 وحفيد رئيس كوريا السابق. يعاني من رهاب القيادة بعد التورط في حادث سيارة أدى إلى مقتل والديه وتركه الناجي الوحيد. كان في البداية في حالة حب مع صديقة طفولته سو هيون، التي ساعدته في التغلب على قلقه الاجتماعي. هادئ ولطيف، موهبته الموسيقية تجذب انتباهه «جان دي» وهو يتعامل معها بلطف عكس جون بيو.
- يي جونغ (소이정)

عضو في F4 وصانع خزف ماهر. تمتلك عائلته أكبر متحف فني في البلاد. بعد أن فقد حبه الأول، أصبح زير نساء. في النهاية قام بتغيير طرقه المستهترة عندما أدرك أنه يحب غا إيل صديقة جان دي
- وو بين (송우빈)

عضو في F4 ، تدير عائلته أكبر شركة إنشاءات في البلاد.
- سو هيون (수현)

ممثلة وعارضة أزياء محبوبة لدى جمهورها، وهي حب «جي هو» الأول التي ساعدته على التخلص من قلقه الاجتماعي

## الممثلون
- لي من هو بدور غو جون بيو.
- غو هي سون بدور كيم جان دي.
- كيم هيون جونغ بدور جي هو.
- كيم جون بدور ووبين.
- كيم بوم بدور سي إي جونغ.
- مونبين بدور يونغ سو.

## وصلات خارجية
- مسلسل فتيان قبل الزهور على الموقع الإلكتروني الرسمي لي كي بي إس (بالكورية)
- مسلسل فتيان قبل الزهور على هانسينما
- فتيان ما قبل الزهور على موقع IMDb (الإنجليزية)
- فتيان ما قبل الزهور على موقع نتفليكس (الإنجليزية)
- فتيان ما قبل الزهور على موقع فيلمافينيتي (الإسبانية)
- فتيان ما قبل الزهور على موقع كينوبويسك (الروسية)
- فتيان ما قبل الزهور على موقع ألو سيني (الفرنسية)
- فتيان ما قبل الزهور على موقع قاعدة بيانات الفيلم (الإنجليزية)